# Pierre-Paul Gebauer
Pierre-Paul Gebauer (Versailles, 1775 - Paris, ?) est un corniste et compositeur français.

## Biographie
Pierre-Paul Gebauer naît en 1775 à Versailles,. 
Fils d’un musicien de régiment allemand, il est le frère de Michel-Joseph Gebauer, François-René Gebauer et Étienne-François Gebauer, tous musiciens et compositeurs,. 
Il est corniste au théâtre du Vaudeville à Paris, et joue également au théâtre français en 1800-1801. 
D'après Fétis, « il ne manquait pas de talent, et lorsqu'il exécutait avec [ses frères] des quatuors ou des symphonies concertantes pour flûte, hautbois, cor et basson, il se faisait remarquer par la précision de son exécution ». 
Comme compositeur, il est l'auteur de 20 Duos pour 2 cors (Paris, éditions Sieber, s.d.),. 
Il meurt jeune à Paris,, à une date inconnue. 

## Œuvre
- 20 duos pour 2 cors.